# Anne Rossignol
Anne Rossignol (1730–1810), fue una famosa signare, mujer de negocios y comerciante de esclavos. Nacida en Gorée, emigró a Saint-Domingue en 1775, donde se convirtió en una de las tres mujeres empresarias de color libres más ricas de la colonia, junto a Zabeau Bellanton en Cap-Francais y Jeanne-Genevieve Deslandes en Puerto Príncipe. Emigró a Charleston, Carolina del Sur durante la Revolución haitiana, y se la considera la primera africana libre en haber emigrado voluntaria y libremente a Estados Unidos. 

## Vida
Anne Rossignol nació como la hija del francés Claude Rossignol y la signare africana Madeleine-Francoise de Gorée. 
Acompañó a su padre y su esposa francesa legal a Francia cuando era niña en 1736. En los documentos, se la menciona como la hija natural mulata de su padre. 

### Gorée
Regresó de Francia a Gorée en fecha desconocida. Por nacimiento pertenecía a la privilegiada comunidad afro-francesa signare de Gorée: su hermana Marie-Therese se convirtió en la cuñada del gobernador francés de Gorée Jean-Baptiste Estouphan por su matrimonio con Blaise Estouphan de Saint-Jean en 1749. Anne Rossignol estuvo viviendo en Gorée en los años 1750, donde tuvo un hijo y una hija, Armand y Marie-Adelaide, con el francés Aubert, un oficial de la Compañía de las Indias. Como otras signares, participaba en el comercio de esclavos. 

### Santo-Domingue
En 1775, Rossignol emigró con sus hijos de Gorée a Cap-Francais en la colonia francesa de Saint-Domingue. Allí, se convirtió en una exitosa mujer de negocios en el comercio de esclavos e inversiones en bienes raíces. Poseía una serie de edificios en Le Cap, algunos de ellos lujosos y localizados en partes de la ciudad normalmente habitadas principalmente por personas blancas, y residía en un edificio palaciego. También poseía cierto número de esclavos personales aparte de los esclavos que comerciaba. Su alto nivel de vida rivalizaba con el de algunas de las personas blancas más ricas de la colonia. En 1786, su hija se casó con el cirujano blanco Guillaume Dumont, y le dio una dote más grande que la que daban muchos de los más ricos plantadores blancos de la colonia a sus hijas. Es conocida como una de las tres mujeres de color más ricas de la colonia, junto a Zabeau Bellanton de Cap-Francais y Jeanne-Genevieve Deslandes de Puerto Príncipe.

### Carolina del Sur
Durante la revolución haitiana, Anne Rossignol huyó a Charleston, Carolina del Sur en los Estados Unidos con su hija y su yerno blanco (su hijo había regresado a Gorée). Se la conoce como quizás la primera africana en haber emigrado libremente a los Estados Unidos. En Charleston, se estableció como dueña de esclavos y plantadora y falleció como una mujer muy rica. La historia de su vida es considerada poco común entre las personas libres de color, particularmente en los Estados Unidos.